# Dux Typ R
Der Pkw Dux Typ R 17/60 PS wurde 1923 von dem Leipziger Automobilhersteller Dux in Ergänzung zum Vierzylindermodell Typ S auf den Markt gebracht.
Er besaß einen 6-Zylinder-SV-Reihenmotor mit 4,4 Litern Hubraum, der 60 PS bei 1800/min leistete und seine Kraft über eine Einscheibentrockenkupplung und 4-Gang-Getriebe mit Schalthebel rechts innen auf die Hinterräder weiterleitete. Die Ventile waren schräg gestellt, um einen besseren Gaswechsel zu ermöglichen. Es gab zwei mechanische Fußbremsen: Eine wirkte auf die Kardanwelle, die andere (mit 2. Pedal!) wirkte auf alle vier Räder. Das Fahrzeug war als viersitziger Tourenwagen oder viertürige Limousine verfügbar.
Im Unterschied zum Typ S war der fast gleich große Typ R deutlich moderner. Da aber sein Preis mit 22.000 RM sehr hoch lag, verkaufte er sich nicht besser als sein Schwestermodell.
1927 wurde die Fertigung mit der Übernahme durch die Presto-Werke eingestellt.

## Technische Daten
| Typ                   | R (17/60 PS)        |
| Bauzeitraum           | 1923–1927           |
| Aufbauten             | T4, L4              |
| Motor                 | 6 Zyl. Reihe 4-Takt |
| Ventile               | stehend (SV)        |
| Bohrung × Hub         | 82 mm × 140 mm      |
| Hubraum               | 4433 cm³            |
| Leistung (PS)         | 60                  |
| Leistung (kW)         | 44                  |
| bei Drehzahl (1/min)  | 1800                |
| Getriebe              | 4-Gang              |
| Höchstgeschwindigkeit | 110 km/h            |
| Leergewicht           | 1850 kg             |
| Länge                 |                     |
| Breite                |                     |
| Höhe                  |                     |
| Radstand              | 3555 mm             |
| Spur vorne/hinten     | 1420 mm / 1400 mm   |

- T4 = 4-sitziger Tourenwagen
- L4 = 4-türige Limousine